# 西宮站 (阪神)

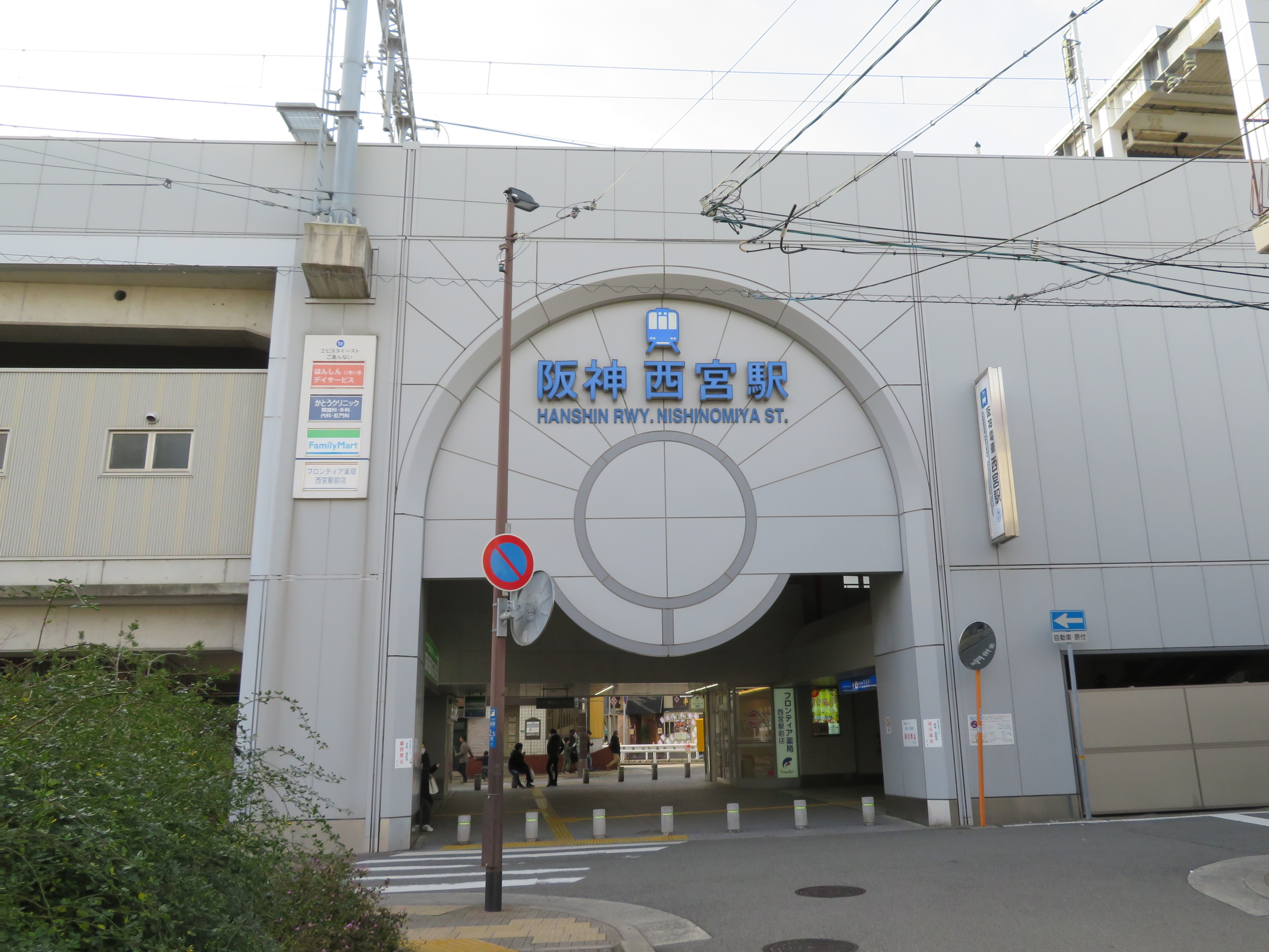
東出口（市政廳出口）

西宮站（日语：／ Nishinomiya eki */?）是位於兵庫縣西宮市田中町，阪神電氣鐵道本線的車站。車站編號為「HS17」。
除了只於平日早上運行的區間特急外，所有營業列車均停站。
此站為西宮市代表車站之一，從梅田方向的急行列車會在此站折返（臨時列車除外）。
為了分辨阪急神戶本線、今津線的西宮北口站和JR神戶線的西宮站，當地人會稱此站為「阪神西宮」，簡稱「阪西」，由於車站鄰近市政廳，為西宮市的中心因而名為「西宮站」。
另外，於2007年前，JR西宮站曾名為「西之宮」。在各種文獻中，「西宮站」多指阪神西宮站。
在阪神所有車站中為最北車站。

## 歷史

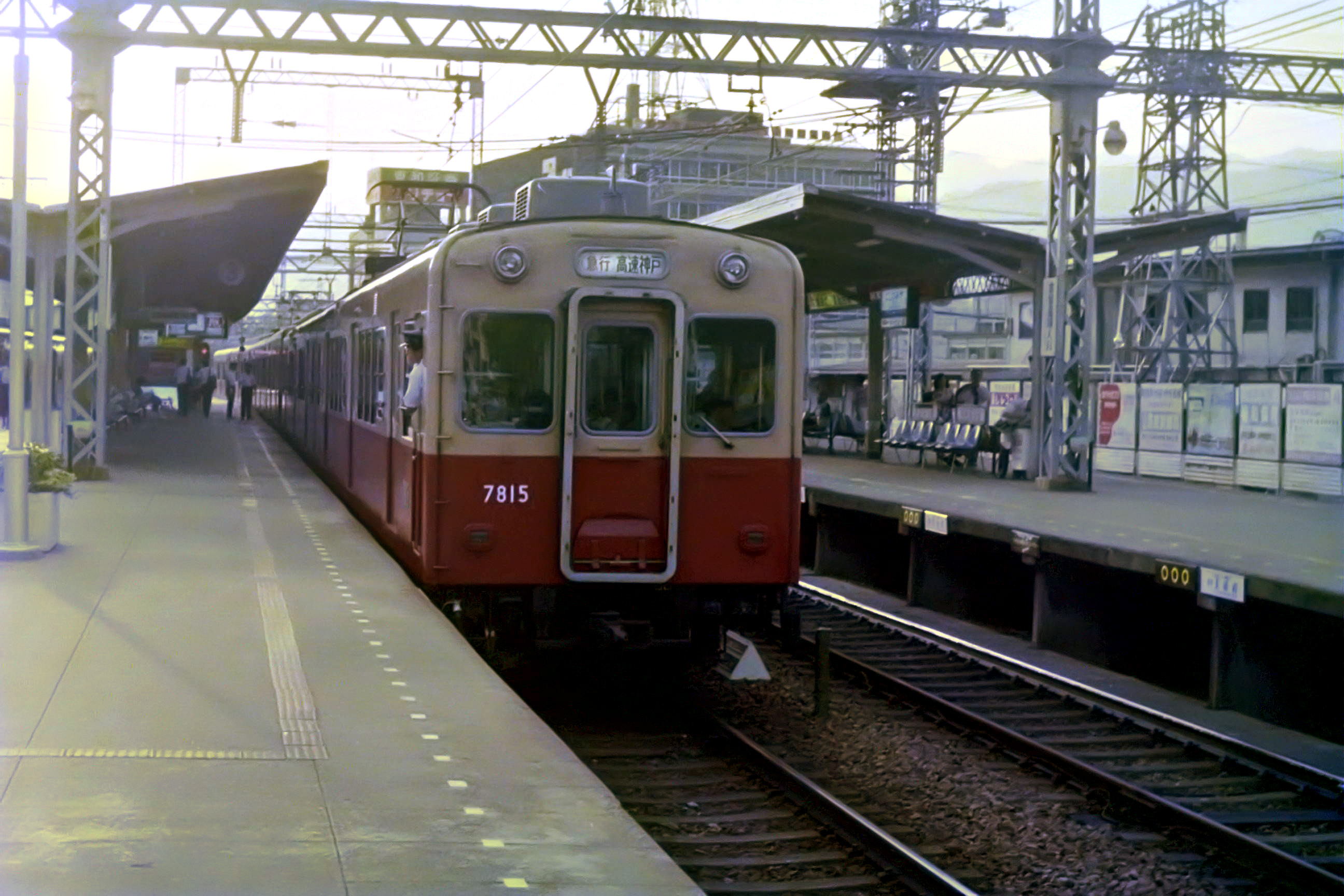
地上車站時代的阪神西宮站　1984年

- 1905年（明治38年）4月12日 - 阪神本線開業，此站啟用[1]。
- 1995年（平成7年）
  - 1月17日 - 發生阪神大地震，阪神本線停運，此站暫停營業[2]。
  - 1月26日 - 甲子園站至青木站之間重開（同年6月26日全線重開）[2]。
- 1998年（平成10年）5月30日 - 下行線改用高架車站[3]。
- 2001年（平成13年）3月3日 - 上行線改用高架車站，同時西宮東口站（日语：西宮東口駅）（在此站至今津站之間）整合[1]。
- 2014年（平成26年）4月1日 - 引入車站編號[4][5]。
- 2020年（令和2年）3月14日 - 平日早上繁忙時間中，上行2班急行改為區間急行，成為區間急行停車站。

## 車站構造
車站是一座高架車站，設有2面4線的島式月台。車站周邊的交通立體化工程於1980年已統開始，由於在工程時會影響宮水之水脈，使工程需要慎重進行，最後使工程需要20年以上才完成。
在神戶一方設有2條引上線。該引上線主要用作急行折返之用，在時間表混亂時，快速急行會在此站臨時折返。月台長度在高架化時已經預留200米，使阪神/山陽車輛10卡編成（近鐵車輛為8卡編成）可停此站，在停車位置中設有「4」「6」「近6」「8」「近8」。
在列車到達車站前，同時在Evista西宮營業時段內，車內廣播會播放「下一站，西宮，Evista西宮前」。在毎年1月9日至1月11日，於西宮神社會舉行十日惠比須，在該時期的車內廣播會播放「下一站，西宮，西宮惠比須」。
在地上車站時代，為了平交道因許多列車通過使長期閉上的情況，此站設有免費的「站內通行券」。該車票可於站內經行人隧道自由來往南北兩處，該通行券實質上是免費的入場券。
在地上車站時代的月台也是2面4線的配線，在西邊設有1條引上線，在1號月台北邊設有留置線，與現時的配線相差無幾。該留置線用作於阪神甲子園球場在舉行活動時，運送棒球觀眾的臨時列車停泊等待的地方，夜間停泊的車輛也會停在留置線。該留置線可直接向大阪方向出發，向神戶方向出發時需要使用東邊的渡線。
另外，在平日早上時段，於此站通過前往大阪梅田方向的區間特急中，進站時會響起汽車喇叭。

### 月台
| 月台 | 路線 | 上下行 | 方向                               |
| ---- | ---- | ------ | ---------------------------------- |
| 1    | 本線 | 上行   | 尼崎、大阪（梅田）、難波、奈良方向 |
| 2    | 本線 | 上行   | 尼崎、大阪（梅田）、難波、奈良方向 |
| 3    | 本線 | 下行   | 神戶（三宮）、明石、姬路方向       |
| 4    | 本線 | 下行   | 神戶（三宮）、明石、姬路方向       |

※內側2線（2、3號月台）為主本線，外側2線（1號、4號月台）為待避線。
| ← 本線 : 梅田方向 | 西宮站配線圖 | → 本線 : 神戶三宮、元町方向 |
| 图例 参考文献：   |              |                             |

## 使用狀況
在2016年度，1日平均乘車人次為22,052人。
在西宮市內，比JR西宮站多人使用，比阪急西宮北口站少人使用。
以下為近年1日平均上下車人次與乘車人次列表。
| 年次   | 1日平均 上下車人次 | 1日平均 乘車人次 |
| ------ | ------------------ | ---------------- |
| 1992年 | 40,846             |                  |
| 1993年 | 40,245             |                  |
| 1994年 | 38,670             |                  |
| 1995年 | 33,601             |                  |
| 1996年 | 35,897             |                  |
| 1997年 | 33,636             |                  |
| 1998年 | 32,721             |                  |
| 1999年 | 33,793             |                  |
| 2000年 | 30,327             |                  |
| 2001年 | 33,332             |                  |
| 2002年 | 32,962             |                  |
| 2003年 | 36,714             |                  |
| 2004年 | 37,785             |                  |
| 2005年 | 38,177             |                  |
| 2006年 | 38,511             |                  |
| 2007年 | 37,711             |                  |
| 2008年 | 38,366             |                  |
| 2009年 | 38,973             | 19,956           |
| 2010年 | 40,068             | 20,273           |
| 2011年 | 40,673             | 20,281           |
| 2012年 |                    | 20,131           |
| 2013年 |                    | 20,342           |
| 2014年 |                    | 21,191           |
| 2015年 |                    | 21,816           |
| 2016年 |                    | 22,052           |
| 2018年 | 48,200             | 23,849           |

## 車站周邊
- 的士站（北口、南口、東口　阪神的士（日语：阪神タクシー）專用）
- Evista西宮（日语：エビスタ西宮）[1]
- 西宮神社（西宮戎）[1]
- 西宮市政廳[1]
- 西宮市民會館
- 西宮簡易裁判所（日语：西宮簡易裁判所）
- 西宮稅務署
- 兵庫縣立西宮醫院（日语：兵庫県立西宮病院）
- 西宮郵局（日语：西宮郵便局）
  - 郵貯銀行西宮店
- 西宮戎郵局
- 西宮常磐郵局
- 西宮本町郵局
- 朝日新聞阪神分局（日语：朝日新聞大阪本社）
- 白鹿記念酒造博物館（日语：白鹿記念酒造博物館）
- 西日本旅客鐵道（JR西日本）東海道本線（JR神戶線） 櫻夙川站
- 前辰馬喜十郎住宅（日语：旧辰馬喜十郎住宅） - 辰馬本家酒造（日语：辰馬本家酒造）創業者的舊居。擬洋風建築、縣指定文化財產列表（日语：兵庫県指定文化財一覧）。
- 白鷹綠水苑（日语：白鷹禄水苑）
- 戎座人形芝居館（日语：戎座人形芝居館）（2012年12月關閉）

在1974年前，在北邊的國道2號（阪神國道）曾經設有阪神國道線，在阪神西宮站最近的國道線車站為西宮戎站。

## 巴士路線
在列車到達前，會廣播「如要轉乘阪神巴士，請在此站轉乘」。
阪神巴士
- 北出口1號月台
  - 西宮山手線　(1) 西回（池谷→甲陽園站前→新甲陽（日语：甲陽園）→阪神西宮）
  - 鷲林寺（日语：鷲林寺）線　(1) 西回（西宮甲山高校前（日语：兵庫県立西宮甲山高等学校）→県立甲山森林公園（日语：兵庫県立甲山森林公園）→新甲陽→阪神西宮（設有班次以甲山高校、森林公園為終站））
- 北出口2號月台
  - 西宮山手線　(2) 東回（新甲陽→甲陽園站前→滿池谷→阪神西宮）
  - 鷲林寺線　(2) 東回（新甲陽→縣立甲山森林公園→西宮甲山高校前→阪神西宮）
    - 部分經JR西宮
- 北出口3號月台
  - 尼崎蘆屋線（東行）前往阪神尼崎（經阪神國道站前、國道上甲子園（日语：甲子園 (地名)）、西大島、尼崎濱田車廠前。設有班次以尼崎濱田車廠前為終站）
- 北出口4號月台
  - 西宮團地線　前往濱甲子園團地（經JR西宮站南口、阪神國道站前、國道上甲子園、阪神甲子園）
- 北出口5號月台
  - 西宮北口線　前往西宮北口（經西宮市政廳前、JR西宮）
  - 阪急巴士14系統 前往甲東園（經西宮市政廳前、JR西宮、能登町、神戶女學院西門前（日语：神戸女学院大学）、關西學院前（日语：学校法人関西学院）　只於平日運行）
  - 阪急巴士15系統 前往甲東園（經西宮市政廳前、JR西宮、兩度町、西宮北口、能登町、神戶女學院西門前、關西學院前　只於平日運行）
  - 阪急巴士16系統 前往甲東園（經西宮市政廳前、JR西宮、兩度町、西宮北口、能登町、愛宕山・關西學院前　只於星期六、日運行）
  - 阪急巴士18系統 前往甲東園（經西宮市政廳前、JR西宮、愛宕山、關西學院前　只於平日運行）
- 北出口6號月台
  - 西宮神戶線　前往神戶稅關前（經JR蘆屋站前、甲南本通、阪神西灘站前、三宮站前（日语：三宮駅バスのりば））
- 北出口7號月台
  - 西宮甲子園線　前往阪神甲子園（經JR西宮站南出口、阪神今津站前、今津港町、南甲子園二丁目、濱甲子園　只於平日運行）
- 機場利木津巴士
  - 前往關西國際機場（大阪空港交通、關西空港交通、阪神巴士聯營）
- 阪神西宮南出口1號月台
  - 西宮濱線　西宮濱（日语：西宮浜）、濱海公園方向
- 阪神西宮南出口2號月台
  - 西宮濱手線　本町→濱松原町→泉町→阪神西宮
- 阪神西宮站東出口（南行）
  - 西宮濱線　濱海公園方向（只限平日早上班次）
- 阪神西宮站東出口（北行）
  - 西宮濱線　前往JR西宮站南口、西宮北口
- 西宮戎（阪神西宮駅北）巴士站所（國道2號上）
  - 西宮神戶線（西行）前往神戶稅關前（經JR蘆屋站前、甲南本通、阪神西灘站前、三宮站前）
  - 尼崎蘆屋線（西行）前往阪神蘆屋（經JR蘆屋站前）
  - 尼崎蘆屋線（東行）前往阪神尼崎（經阪神國道站前、國道上甲子園、西大島、尼崎濱田車廠前。部分班次以尼崎濱田車廠前為終站）
  - 西宮神戶線（東行）前往阪神西宮

阪急巴士
- 阪神西宮站東巴士站 - 曾經為西宮東口站（日语：西宮東口駅）最近車站，名為「阪神東口」。距離西宮站較遠。
  - 12系統　前往甲東園（經JR西宮、兩度町、西宮北口、上原六番町、關西學院前）
  - 6、23系統　前往西宮北口（經JR西宮、兩度町　6系統只於星期六、日運行）
  - 24系統　 前往西宮北口（經JR西宮、西宮營業所（日语：阪急バス西宮営業所）前）
- 西宮市政廳前（阪神西宮站東出口）巴士站
  - 22、24系統　前往朝凪町（在誠成公倫會館（日语：誠成公倫）營業日，設有誠成公倫會館為終站的班次）
- 西宮戎巴士站（國道2號上）西行
  - 1系統　前往甲山墓園前（經JR櫻夙川、阪急夙川、苦樂園口、西宮甲山高校前）
  - 1系統　前往西宮甲山高校前（經JR櫻夙川、阪急夙川、苦樂園口）
  - 1系統　前往五池（經JR櫻夙川、阪急夙川、西宮甲山高校前、甲山墓園前　只於星期六、假日運行）
  - 2系統　前往西宮甲山高校前（經JR櫻夙川、阪急夙川、苦樂園口、甲山墓園前）
  - 25・28系統　前往阪神西宮
  - 櫻山梨巴士　名來、有馬系統　前往名來（經JR櫻夙川、阪急夙川、夙川短大前、西宮甲山高校前、<盤滝隧道（日语：西宮北道路）>、十八丁橋（白水峽靈園前）、有馬溫泉、流通中心南（日语：阪神流通センター）、下山口）
  - 櫻山梨巴士　北六甲台、金仙寺系統　前往山口營業所前（日语：阪急バス山口営業所）（經JR櫻夙川、阪急夙川、夙川短大前、西宮甲山高校前、<盤滝隧道>、西宮高原高球場、金仙寺、下山口、北六甲台中心前、西宮北交流道）
- 西宮戎巴士站（國道2號上）東行
  - 1、2系統　前往西宮北口（經JR西宮（北）、兩度町）
  - 14系統 前往甲東園（經JR西宮、能登町、神戶女學院西門前、關西學院前　只於平日運行）
  - 15系統 前往甲東園（經JR西宮、兩度町、西宮北口、能登町、神戶女學院西門前、關西學院前　只於平日運行）
  - 16系統 前往甲東園（經JR西宮、兩度町、西宮北口、能登町、愛宕山・関西学院前経由　只於星期六與假日運行）
  - 18系統 前往甲東園（經JR西宮、愛宕山、關西學院前　只於平日運行）
  - 櫻山梨巴士　前往西宮北口（JR西宮経由）

## 相鄰車站
阪神電氣鐵道
 本線
□近鐵特急（目前僅團體臨時包車運行）
甲子園（HS14）－西宮（HS17）－神戶三宮（HS32）
■■直通特急（平日早上部分上行班次）
尼崎（HS09）←西宮（HS17）←蘆屋（HS20）
■■直通特急（其他班次）、■特急、■快速急行（除了以下班次）
甲子園（HS14）－西宮（HS17）－蘆屋（HS20）
■區間特急（只往大阪梅田方向運行）
通過
■快速急行（星期六與假日）
今津（HS16）－西宮（HS17）－魚崎（HS23）
■快速急行（平日日間）、■急行（上行於此站出發）、■區間急行（只限上行）
今津（HS16）－西宮（HS17）－蘆屋（HS20）
■普通
今津（HS16）－西宮（HS17）－香櫨園（HS18）
- 在2001年前，今津站與此站之間曾設有西宮東口站。在此站至打出站之間曾經設有戎站（當時香櫨園站未啟用）。

## 注腳
1. 1 2 3 4 5 6 7 8 9 10 11  . 神戶新聞綜合出版中心. 2012-12-10: 42. ISBN 9784343006745.
2. 1 2  . 神戶新聞綜合出版中心. 2010-01-17: 124–126. ISBN 978-4-343-00537-3.
3. ↑  . 鐵道雜誌 (鐵道雜誌社). 1996-04, 30 (4): 99.
4. ↑   (PDFlink) (新闻稿). 阪神電氣鐵道株式會社. 2013-04-30  [2016-04-08]. （原始内容存档 (PDF)于2019-06-17）.
5. ↑  . 讀賣新聞（大阪晨報） (讀賣新聞大阪本社). 2014-03-20: p.32.
6. ↑  . 周刊郵報 (小學館). 2019-09-23  [2019-10-07]. （原始内容存档于2020-10-21）.
7. ↑  .   [2009-03-24]. （原始内容存档于2009-03-24）.
8. ↑  電氣車研究會，『鐵道畫刊』第67卷第12號 通卷第940號 2017年12月 臨時增刊號 「【特集】阪神電氣鐵道」，卷末附插「阪神電氣鐵道線路配線圖」。
9. ↑  西宮市統計書（平成29年）PDF

## 外部連結
- 西宮（路線圖、車站資訊） - 阪神電氣鐵道